# Topolje (Železniki, Slovenija)
Topolje je naselje u slovenskoj Općini Železniku. Topolje se nalazi u pokrajini Gorenjskoj i statističkoj regiji Gorenjskoj. 

## Stanovništvo
Prema popisu stanovništva iz 2002. godine naselje je imalo 55 stanovnika.